# El método
El método is een film uit 2005, geregisseerd door Marcelo Piñeyro.

## Verhaal
De film vertelt het verhaal van zeven mensen die na een sollicitatieprocedure worden uitgenodigd om in een laatste ronde te bepalen wie de functie uiteindelijk zal krijgen. De kandidaten worden onderworpen aan een serie psychologische tests, die bekend staat als de Grönholm methode. Deze methode bestaat uit meerdere rondes, waarbij in iedere ronde een kandidaat afvalt. In de eerste ronde krijgen de kandidaten te horen dat een van hen een werknemer van het bedrijf is die deelneemt om de andere kandidaten te beoordelen.

## Rolverdeling
| Acteur           | Personage |
| ---------------- | --------- |
| Eduardo Noriega  | Carlos    |
| Najwa Nimri      | Nieves    |
| Eduard Fernández | Fernando  |
| Pablo Echarri    | Ricardo   |
| Ernesto Alterio  | Enrique   |
| Natalia Verbeke  | Montse    |
| Adriana Ozores   | Ana       |
| Carmelo Gómez    | Julio     |

## Ontvangst

### Recensies
Op Rotten Tomatoes geeft 71% van de 17 recensenten de film een positieve recensie, met een gemiddelde score van 6,24/10. Metacritic komt tot een score van 68/100, gebaseerd op 5 recensies.

### Prijzen en nominaties
De film won 10 prijzen en werd voor 12 andere genomineerd. Een selectie:
| Jaar | Evenement                      | Categorie               | Genomineerde               | Resultaat   |
| ---- | ------------------------------ | ----------------------- | -------------------------- | ----------- |
| 2006 | Premios Goya (20ste editie)    | Beste acteur            | Eduard Fernández           | Genomineerd |
| 2006 | Premios Goya (20ste editie)    | Beste mannelijke bijrol | Carmelo Gómez              | Gewonnen    |
| 2006 | Premios Goya (20ste editie)    | Beste debuterend acteur | Pablo Echarri              | Genomineerd |
| 2006 | Premios Goya (20ste editie)    | Beste bewerkt scenario  | Mateo Gil, Marcelo Piñeyro | Gewonnen    |
| 2006 | Premios Goya (20ste editie)    | Beste montage           | Iván Aledo                 | Genomineerd |
| 2007 | Cóndor de Plata (55ste editie) | Beste film              | El método                  | Genomineerd |
| 2007 | Cóndor de Plata (55ste editie) | Beste regisseur         | Marcelo Piñeyro            | Genomineerd |
| 2007 | Cóndor de Plata (55ste editie) | Beste mannelijke bijrol | Ernesto Alterio            | Genomineerd |
| 2007 | Cóndor de Plata (55ste editie) | Beste bewerkt scenario  | Mateo Gil, Marcelo Piñeyro | Genomineerd |